# Dromichaetes
Dromichaetes (tiếng Hy Lạp cổ đại: Δρομιχαίτης, Dromichaites) là vua của người Getae ở cả hai bên bờ của hạ lưu sông Danube (ngày nay là Romania và Bulgaria) khoảng năm 300 trước Công nguyên.

## Bối cảnh

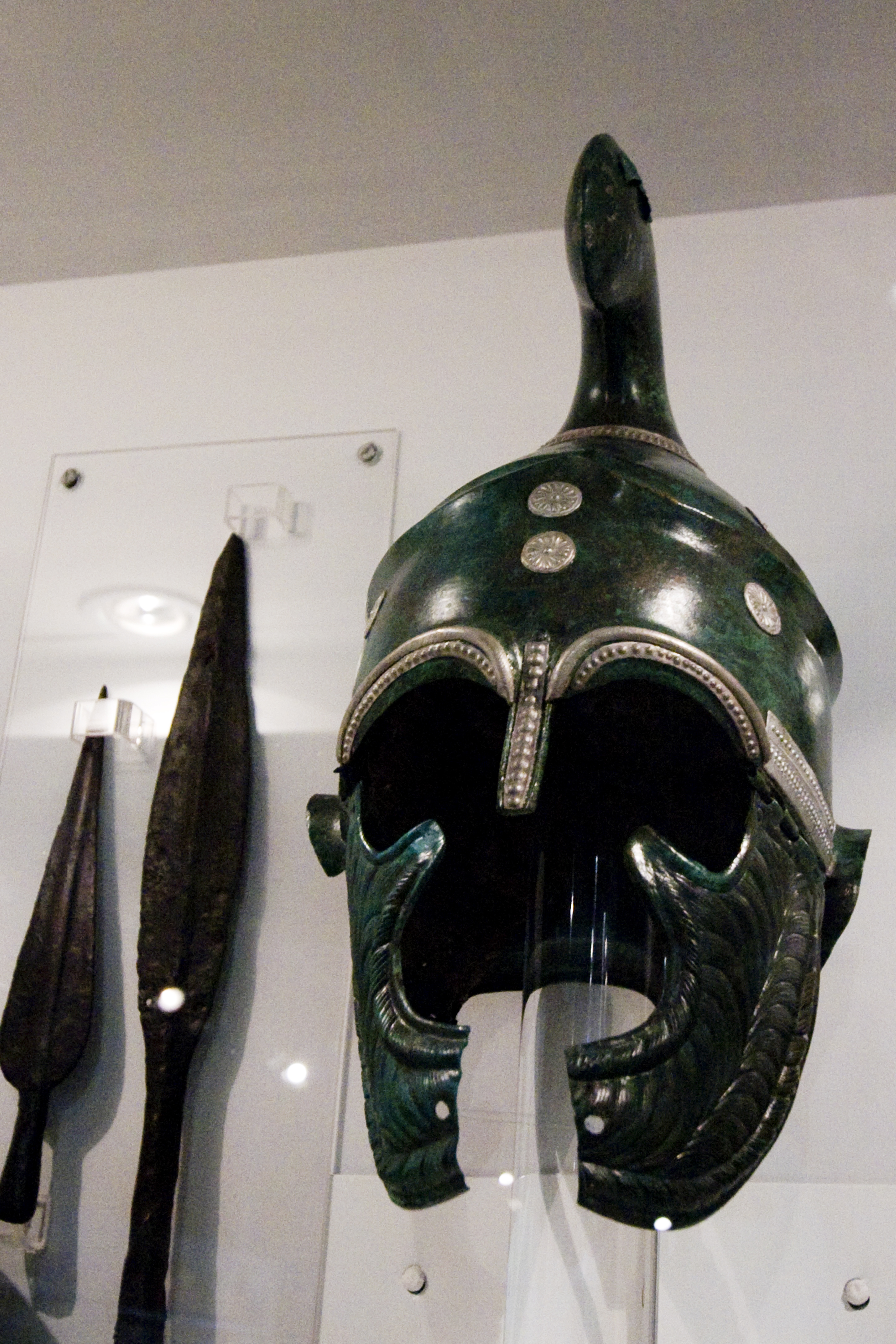
Mũ sắt Thracia cùng với trang trí được làm từ đồng và bạc. Niên đại vào khoảng giữa thế kỷ 4 TCN.

Người Getae đã là một liên minh nằm trong vương quốc Odrysia vào thế kỷ thứ năm  Chúng ta không biết mối quan hệ giữa người Getae và Odrysian đã phát triển như thế nào. Những chiến dịch Balkan của vua Philippos II của Macedonia giữa năm 352 và 340 trước Công nguyên đã phá vỡ quyền lực của người Odrysia và người Getae đã lợi dụng tình hình này. Vào nửa cuối thế kỷ thứ tư,người Getae đã chiếm lấy vùng đất ở cả hai bên bờ hạ lưu sông Danube  và khu vực này đã phát triển mạnh mẽ hơn bao giờ hết  Những cuộc chinh phạt mới của người Macedonia, đã chiếm đóng cùng với sức mạnh quân sự đáng kể, gây ra sự náo động trong các vùng lãnh thổ lân cận và do đó kích động sự hợp nhất chính trị của các bộ lạc Getae.

## Tên gọi
Không có sự đồng thuận về từ nguyên của tên Δρομιχαίτης. Nó có thể là một cái tên Hy Lạp (δρόμος "chạy" + χαιτήεις "tóc dài"), một cái tên Thracia, hoặc một cái tên Thracia được hình thành với các yếu tố Hy Lạp (Δρομο-Χαιτο,-χαιτης).
Những người khác với tên này:
- một người lính đánh thuê Thracia ở Attica khoảng năm 300 trước Công nguyên
- một tù trưởng Thracia giúp Antiochos II Theos tại cuộc bao vây Kypsela
- một vị tướng của Mithridates VI Eupator đã được phái đến cùng quân tiếp viện vào năm 87 trước Công nguyên để hỗ trợ Archelaos ở Athens
- Dromocheta Marcus Valerius (es) Calliparthenus,một người Hy Lạp sống tại Rome, có lẽ trong thế kỷ thứ 2

## Triều đại
Không có nhiều thông tin về triều đại của Dromichaetes, triều đình và vương quốc của ông. Các ghi chép chi tiết nhất được biết đến bởi hai đoạn trong tác phẩm lịch sử của Diodorus Siculus. 

### Helis

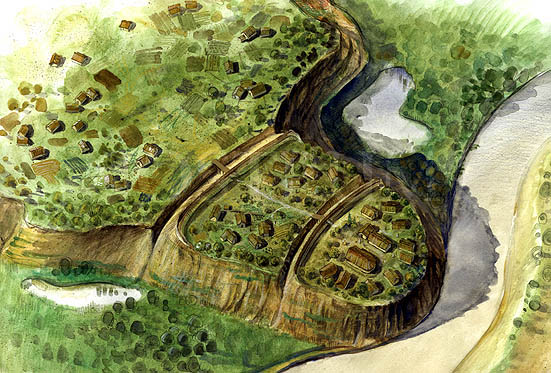
Hình ảnh phục dựng của một khi định cư ở Popeşti tại miền Nam Romania.

Theo Diodorus, nơi cư trú chính của Dromichaetes được đặt tên là HelisTheo truyền thống, Helis và vương quốc của Dromichaetes đã được đặt bên kia sông Danube, trong vùng đồng bằng Wallachian. Dẫu vậy những Helis khác nằm ở Piscul Crăsani bên sông Ialomiţa, tại Popeşti bên sông Arges, tại Zimnicea trên bờ trái của sông Danube, hoặc xác định với một vài pháo đài có tường bao quanh từ Alexandria Roşiorii de Vede.
Tuy nhiên, việc phát hiện ra ngôi mộ Thracia ở Sveshtari (1982) phía tây Ludogorie ở Bulgaria đã khiến helis được cho rằng là có lẽ đã nằm trong vùng phụ cận,  nơi vẫn còn lại những tàn tích của một thành phố cổ lớn được tìm thấy cùng với hàng chục ngôi mộ gò Thracia khác.
Một thành trì khác thì là một thành trì tự nhiên, một cao nguyên bao quanh như một bán đảo bởi những khe núi của sông Krapinets Các bức tường đá bên ngoài, dày lên đến 4m, dọc theo các cạnh của bán đảo và bảo vệ vùng lãnh thổ khoảng 10 ha. Các bức tường bên trong, xây dựng tương tự, bao quanh một khu vực hình tứ giác khoảng 5 ha
Thành trì này đã có được sự thịnh vượng kinh tế và duy trì quan hệ hoạt động thương mại với các thuộc địa của Hy Lạp trong biển Aegea và khu vực Biển Đen. Các hàng hoá nhập khẩu đã được tìm thấy rất nhiều: đồ gốm sứ men đen của Attic, bình vò hai quai từ Thassos, Sinope và Heraclea Pontica và đồ gốm có thể xuất xứ từ các thuộc địa Pontos phía tây.Nó cũng là một trung tâm sản xuất quan trọng với các phân xưởng kim loại, xương và đồ gốm 

## Chiến tranh với Lysimachos

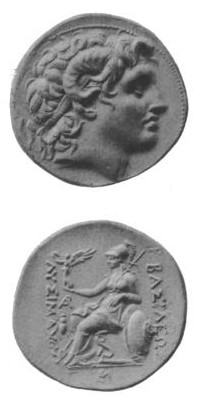
Tiền xu của Lysimachos.

Năm 313 trước Công nguyên, trong cuộc chiến tranh Diadochi lần thứ ba, các thuộc địa Hy Lạp ở bờ biển phía Tây Biển Đen đã nổi dậy chống lại Lysimachos, một vị tướng cũ của Alexandros Đại đế, và đánh đuổi đội quân đồn trú mà được ông ta bố trí. Lysimachos đã vây hãm Odessus và Histria thành công và buộc họ phải đầu hàng. Một hiệp ước hòa bình đã được ký kết năm 311 TCN, nhưng cuộc vây hãm Callatis tiếp tục cho đến năm 310 hoặc 309 trước Công nguyên. Không có hành động khác của Lysimachos được biết đến ở phía bắc của Haemus cho đến các cuộc chiến với Dromichaetes trong những năm 290TCN.
Các bằng chứng về cuộc chiến này là không đầy đủ và mâu thuẫn, mặc dù nó được chứng thực bởi một số tác giả cổ đại.. Nó có thể nổ ra là bởi sự mở rộng lãnh thổ của Lysimachos và sự kiểm soát của các thuộc địa Hy Lạp có lẽ là vấn đề bị đe dọa.
Hai đoạn trong tác phẩm lịch sử của Diodorus đưa ra hai chiến dịch riêng biệt. Trong lần đầu tiên Getae bắt sống Agathocles, con trai của Lysimachos, nhưng sau đó trả tự do cho ông với hy vọng sẽ khôi phục lại các vùng lãnh thổ bị mất vào tay Lysimachos. Trong lần thứ hai, bản thân Lysimachos đã bị bắt làm tù binh và sau đó được phóng thích với các điều kiện tương tự. Tuy nhiên Pausanias, đề cập đến hai đoạn tương tự, với ngụ ý chúng là phiên bản song song của cùng một sự kiện.
Chiến dịch trong đó Lysimachos bị rơi vào tay người Getae, đã có ngày tháng khác nhau được đưa ra bởi các học giả vào khoảng giữa năm 294 và 291 trước Công nguyên  Lysimachos đã xâm lược với một lực lượng đáng kể và cuộc tấn công của ông đã giành hưởng một số thành công ban đầu trước khi kết thúc trong thảm họa.  theo Polyaenos, Seuthes, một vị tướng của Dromichaetes, tự nộp mình như là kẻ đào ngũ, lừa dối Lysimachos và dẫn ông ta vào địa hình khó khăn. Bị tấn công bởi Dromichaetes, quân đội của Lysimachos đã bị đánh bại và nhà vua đã phải đầu hàng.
Diodorus đã để lại cho chúng ta ghi chép duy nhất về sự giam cầm và sự phóng thích tiếp theo của Lysimachus. Dromichaetes đã thành công trong việc thuyết phục ở cuộc họp của đồng bào mình rằng việc phóng thích nhà vua đối phương sẽ mang lại cho họ lợi thế chính trị lớn hơn so với việc trừng phạt ông ta. Dromichaetes cũng một bữa tiệc để chứng minh tình trạng man rợ và nghèo đói của dân mình, bằng cách sử dụng đồ đạc khác nhau, bộ đồ ăn và thực phẩm.  Sau đó ông hỏi Lysimachos:
Tại sao sau khi từ bỏ tình trạng như vậy, có một cuộc sống tốt đẹp, và một vương quốc cũng vinh quang hơn, ngài mong muốn đến ở giữa những người đàn ông là man rợ và sống một cuộc sống thú tính, và đến một vùng đất lạnh giá thiếu canh tác các loại ngũ cốc và trái cây? Tại sao ngài buộc phải đi theo con đường chống lại thiên nhiên để làm cho một quân đội trở thành giống như một nơi như thế này, nơi không có lực lượng nước ngoài nào có thể tồn tại ở giữa thanh thiên bạch nhật thế này?— - Diodorus Siculus, Thư viện Lịch sử, cuốn XXI, chương 12

Dromichaetes đội một chiếc vòng nguyệt quế lên đầu Lysimachos và phóng thích ông ta tự do sau khi nhận được lời hứa hẹn về lòng trung nghĩa và tình hữu nghị cùng với việc trả lại các vùng lãnh thổ Getae bị chiếm đóng bởi Lysimachos  Để đề phòng, người Getae đã giữ một số con tin quý tộc như Clearchos, con trai của bạo chúa Dionysios của Heraclea.Lysimachus cũng đã phải gả con gái của mình cho Dromichaetes

## Qua đời và an táng

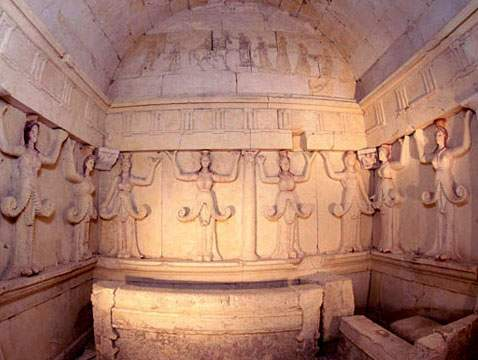
Căn phòng chôn cất chính trong ngôi mộ Thracia ở Sveshtari thuộc miền bắc Bulgaria.

Ngôi mộ lớn nằm dưới gò Ginina gần Sveshtari là một trong những ngôi mộ Thracia nổi bật nhất với kiến trúc độc đáo của nó và trang trí sang trọng. Niên đại của nó khoảng đầu thế kỷ thứ ba CN. Người đàn ông và người phụ nữ chôn ở đây đã được dự kiến xác định với Dromichaetes và vị hôn phu của ông. Các chi tiết chưa hoàn thành của nó, gồm các cảnh trang trí điêu khắc và sơn cho thấy sự chôn cất vội vàng và quá sớm. Người phụ nữ đã có thể bị giết chôn cùng với người chồng hoàng gia của mình trong ngôi mộ
Nhà sử học La Mã, Justin đề cập đến một đội quân lớn của người Celt đã đánh bại cả hai dân tộc Triballi và Getae trước khi tấn công Antigonos II Gonatas vào năm 279 trước Công nguyên. Căn cứ vào văn bản này, Peter Delev lập luận rằng Dromichaetes có thể đã ngã xuống vào cuộc chiến chống lại những người Celt.